# الیزابت منلی
الیزابت منلی (انگلیسی: Elizabeth Manley؛ زادهٔ ۷ اوت ۱۹۶۵) اسکیت‌باز نمایشی اهل کانادا است.